# فرد فورنیس
فرد فورنیس (انگلیسی: Fred Furniss; ۱۰ ژوئیهٔ ۱۹۲۲ – ۱۰ آوریل ۲۰۱۷) بازیکن فوتبال اهل بریتانیا بود.
از باشگاه‌هایی که در آن بازی کرده‌است می‌توان به باشگاه فوتبال چسترفیلد و باشگاه فوتبال شفیلد یونایتد اشاره کرد.